# Ji Jia
Dit is een Chinese naam; de familienaam is Ji.
Ji Jia (吉佳) (22 januari 1985) is een Chinees langebaanschaatsster.
In 2006 nam ze deel aan de Olympische Winterspelen 2006, op de onderdelen 1500m, 3000m en de ploegenachtervolging.
In 2007 won Jia de Chinese kampioenschappen schaatsen allround.

## Resultaten

### Olympische Winterspelen[1][2]
| Jaar | Plaats | Resultaten                                    |
| ---- | ------ | --------------------------------------------- |
| 2006 | Turijn | 22e 1500 m 25e 3000 m 8e Ploegenachtervolging |

### Wereldkampioenschappen[2][3][4]
| Jaar | Plaats | Resultaten            |
| ---- | ------ | --------------------- |
| 2004 | Seoul  | 11e 1500 m 15e 3000 m |
| 2005 | Moskou | 21e Allround          |

### Wereldbeker[3][4]
| Seizoen   | 1000 m | 1500 m | 3000/5000 m |
| --------- | ------ | ------ | ----------- |
| 2003/2004 | -      | 26e    | 31e         |
| 2004/2005 | -      | 26e    | -           |
| 2005/2006 | -      | 20e    | 26e         |
| 2006/2007 | -      | 35e    | 42e         |
| 2007/2008 | -      | 22e    | 24e         |
| 2009/2010 | -      | 47e    | -           |
| 2010/2011 | -      | 32e    | 47e         |
| 2011/2012 | -      | 45e    | -           |
| 2013/2014 | 34e    | -      | -           |

### Aziatische kampioenschappen[3][4]
| Jaar | 1500 m | 3000 m | 5000 m |
| ---- | ------ | ------ | ------ |
| 2006 | 5e     | 7e     | 7e     |
| 2007 | 7e     | 7e     | -      |
| 2010 | 4e     | 4e     | 4e     |

### Chinese kampioenschappen[4]
| Jaar | 500 m | 1000 m | 1500 m | 3000 m | 5000 m | allround | sprint |
| ---- | ----- | ------ | ------ | ------ | ------ | -------- | ------ |
| 2004 | -     | -      | Zilver | Zilver | Zilver | Zilver   | -      |
| 2005 | 12e   | -      | -      | -      | -      | Zilver   | -      |
| 2006 | -     | -      | Goud   | Goud   | Zilver | Zilver   | -      |
| 2007 | -     | -      | Zilver | Brons  | Brons  | Goud     | -      |
| 2008 | -     | Zilver | Goud   | Goud   | Goud   | -        | -      |
| 2009 | -     | Brons  | Goud   | -      | -      | Zilver   | -      |
| 2010 | -     | Zilver | Goud   | -      | -      | -        | -      |
| 2011 | -     | -      | Goud   | -      | -      | 5e       | -      |
| 2012 | -     | -      | -      | -      | -      | 4e       | -      |
| 2013 | 6e    | 4e     | 5e     | 7e     | -      | 5e       | 23e    |
| 2014 | -     | 4e     | 6e     | -      | -      | Brons    | 5e     |

## Persoonlijke records[2][4]
| Afstand    | Tijd    | Datum            | Baan    |
| ---------- | ------- | ---------------- | ------- |
| 500 meter  | 39,46   | 21 oktober 2006  | Calgary |
| 1000 meter | 1.17,19 | 4 november 2006  | Calgary |
| 1500 meter | 1.54,62 | 17 november 2007 | Calgary |
| 3000 meter | 4.05,05 | 16 november 2007 | Calgary |
| 5000 meter | 7.17,70 | 22 oktober 2006  | Calgary |